# Rainer Schöttle
Rainer Schöttle (* 13. November 1958 in Hagen, Westfalen) ist ein deutscher Politikwissenschaftler und freiberuflicher Lektor.

## Leben
Nach dem Abitur am Hagener Theodor-Heuss-Gymnasium absolvierte Schöttle von 1977 bis 1982 ein Studium der Sozialwissenschaften sowie der Publizistik- und Kommunikationswissenschaft an der Ruhr-Universität Bochum. Nach einer mehrjährigen Tätigkeit im Felix Meiner Verlag wurde er 1992 an der Universität Hamburg mit einer Dissertation über die politischen Theorien des süddeutschen Liberalismus im Vormärz promoviert.
Es folgten Stationen in mehreren deutschen Buchverlagen (Stadler Verlag, Ehrenwirth Verlag, Ravensburger Buchverlag), bis er sich Ende 2002 als freiberuflicher Lektor (DRSVS) selbstständig machte. Neben seiner Arbeit für verschiedene Publikumsverlage in Deutschland, Österreich und Italien widmet Schöttle sich weiterhin Forschungen zur politischen Ideen- und Theoriegeschichte.
Rainer Schöttle ist Altstipendiat der Friedrich-Naumann-Stiftung für die Freiheit und Mitglied im Verband der Freien Lektorinnen und Lektoren (VFLL), dessen Vorstand er in den Jahren 2010 und 2011 angehörte.

## Veröffentlichungen

### Monografien
- Politische Freiheit für die deutsche Nation – Carl Theodor Welckers politische Theorie. Ein Beitrag zur Geschichte des deutschen Frühliberalismus, Nomos, Baden-Baden 1985, ISBN 3-7890-1066-9.
- Politische Theorien des süddeutschen Liberalismus im Vormärz. Studien zu Rotteck, Welcker, Pfizer, Murhard, Nomos, Baden-Baden 1994, ISBN 3-7890-3192-5 (Zugleich: Universität Hamburg, Dissertation, 1992).

### Sammelbände (Herausgeber bzw. Mitherausgeber)
- (mit Heinz-Dietrich Fischer) Carl Theodor Welcker – Kampf um publizistische Libertät. Schriften und Aktivitäten zu Konzeption, Realisierung und erneuter Einbuße von Pressefreiheit 1830–1833, Brockmeyer, Bochum 1981, ISBN 3-88339-179-4.
- Karl von Rotteck – Über Landstände und Volksvertretungen. Texte zur Verfassungsdiskussion im Vormärz, Haufe, Freiburg/Berlin/München 1997, ISBN 3-448-03587-4.

### Beiträge und Aufsätze
- Der badische Pressefrühling von 1832, in: Helmut Reinalter (Hrsg.): Aufklärung – Vormärz – Revolution. Jahrbuch der internationalen Forschungsstelle „Demokratische Bewegungen in Mitteleuropa 1770–1850“ an der Universität Innsbruck, Bd. 6 (1986), S. 50–60.
- Staatsorganismus und Gesellschaftsvertrag – die Staatstheorie Carl Theodor Welckers. Eine Skizze, in: Zeitschrift für die Geschichte des Oberrheins 135 (1987), S. 207–215.
- Der Liberalismus und seine Feinde. Über Armin Mohlers „Liberalenbeschimpfung“, in: liberal 4/1991, S. 127–132.
- Das Staatslexikon von Rotteck und Welcker – ein frühliberaler Katechismus. Anmerkungen zum Neudruck, in: Jahrbuch zur Liberalismus-Forschung 4 (1992), S. 165–169.
- Karl von Rotteck und die Entwicklung des bürgerlichen Parlamentarismus in Deutschland, in: Karl von Rotteck: Über Landstände und Volksvertretungen. Texte zur Verfassungsdiskussion im Vormärz, Haufe, Freiburg/Berlin/München 1997, ISBN 3-448-03587-4, S. 177–210.
- Sicherheit und Freiheit in einer vernünftigen Rechtsordnung – Grundzüge der politischen Theorie Friedrich Murhards, in: Axel Halle (Hrsg.): Die Brüder Murhard. Leben für Menschenrechte und Bürgerfreiheit, Kassel 2003, ISBN 3-89958-037-0, S. 171–183.
- Der Rechtsstaat als Vernunftstaat. Grundzüge der Staatstheorien Rottecks und Welckers, in: Ewald Grothe, Hans-Peter Becht (Hrsg.): Karl von Rotteck und Karl Theodor Welcker. Liberale Professoren, Politiker und Publizisten, Nomos, Baden-Baden 2018, ISBN 978-3-8487-4551-7, S. 213–243.